# Toll
För måttenheten, se tum. För det medicinska begreppet, se Toll-like receptors.
Toll, även von Toll,  är ett efternamn som funnits i flera länder och burits av orelaterade släkter.

## Adelsätten Toll
En av dessa är tysk uradel från Wittenberg, ursprungligen från Republiken Förenade Nederländerna. Den ätten inkom till Sverige i början av 1600-talet. Den naturaliserades 1772. Introducerad på Sveriges Riddarhus år 1776 som adlig släkt nr. 2078. Johan Christopher Toll blev senare greve.
Ätten Toll är introducerad på riddarhusen i Reval, Riga och Arensburg.

## Personer med efternamnet Toll eller von Toll
- Amélie Toll (1821–1912), tecknare och målare
- Carl Florus Toll  (1820–1896), friherre, militär och politiker
- Carl Fredrik Toll  (1758–1798), militär
- Christopher Toll  (1931–2015), arabist
- Eduard Toll (1858–1902), rysk friherre och geolog
- Emma Toll (1847–1917), tecknare, målare och teckningslärare
- Florus Toll (1776–1856), militär
- Gustaf Toll (1831–1912), militär
- Hanna Toll (född 1973), programledare och producent i radio
- Hans Toll (1865–1950), svensk godsägare och kammarherre
- Johan August Toll (1865–1931), jurist
- Johan Christopher Toll  (1743–1817), greve, fältmarskalk och politiker
- Karl Toll (1862–1936), militär
- Oswald Toll (1826–1889), militär
- Paul Toll (1882–1946), företagare och byggnadsingenjör
- Robert von Toll (1802–1876), estländsk (rysk) militär och historiker
- Ulla Toll (1822–1894), godsägare, målare och tecknare